# هابارد لیک، شهرستان آلکونا، میشیگان
هابارد لیک (به انگلیسی: Hubbard Lake) یک منطقهٔ مسکونی در ایالات متحده آمریکا است که در شهرستان آلکونا، میشیگان واقع شده‌است. هابارد لیک ۵۸٫۴ کیلومتر مربع مساحت و ۱٬۰۰۲ نفر جمعیت دارد و ۲۲۸ متر بالاتر از سطح دریا واقع شده‌است.